# Toblacher Stangenkäse

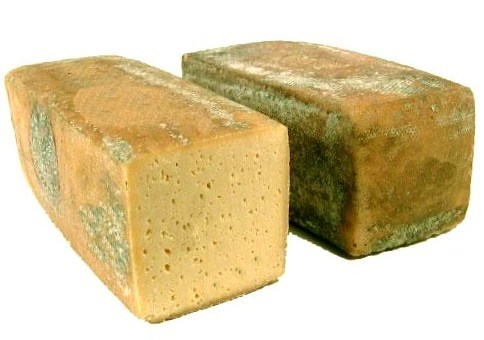
Barras de Dobbiaco.

La Stanga di Dobbiaco (Toblacher Stangenkäse) es un queso semiduro de leche de vaca pasteurizada con corteza y una forma rectangular característica.
La provincia de Bolzano lo ha hecho incluir en la lista de prodotti agroalimentari tradizionali italiani, produciéndose típicamente en Dobbiaco (Val Pusteria, Italia).
La pasta presenta pequeños dobleces. Tiene un sabor dulce pero agradable. Es un producto típico de la Latteria di Dobbiaco, fundada en 1883, lo que la convierte en una de las primeras de todo el Alto Adigio. 
El Toblacher Stangenkäse de la necesidad de aprovechar en ciertas épocas el exceso de leche producida.
- Datos: Q3992110